# Sakiet Ezzit
Sakiet Ezzit (arabisch ساقية الزيت, DMG Sāqiyat az-Zait) ist eine Stadt in Tunesien. Administrativ dem Gouvernement Sfax zugeordnet, bildet sie eine Gemeinde mit 53.243 Einwohnern im Jahr 2014. Sie ist die älteste Vorstadtgemeinde (gegründet 1957) und die wichtigste der Agglomeration von Sfax.

## Geschichte
Sakiet Ezzit ist ein wichtiges Zentrum für die Verarbeitung und Vermarktung von Oliven. Das Gouvernorat Sfax liefert tatsächlich 40 % der nationalen Produktion. Die Stadt beherbergt einen von sechs Technologieparks in Tunesien. Dieser nahm 2007 seinen Betrieb auf, nach einer Studie der Industrie- und Handelskammer von Sfax und finanziert von der US Agency for International Development.

## Bildung
Sakiet Ezzit ist ein wichtiger Bildungsstandort mit mehreren Hochschuleinrichtungen.

## Sport
Die Stadt beheimatet den tunesischen Handballverein CS Sakiet Ezzit, welcher in der ersten Liga spielt. Der Verein kann nationale und internationale Titel vorweisen.